# Монтальдо, Антонио
Антонио Монтальдо (итал. Antonio Montaldo; 1368, Асти — 25 июля 1398, Генуя) — дож Генуэзской республики.

## Биография
Сын Леонардо Монтальдо, который также был дожем, и Бартоломеи Ардименти. Историки сходятся во мнении, что его родным городом был Асти, где семья Монтальдо, убегая из Генуи после неудачного переворота против дожа Габриэле Адорно, нашла убежище при дворе Висконти. Лишь в 1371 году с назначением нового дожа Доменико ди Кампофрегозо все члены семьи смогли вернуться в Геную.
Жизнь Антонио резко изменилась в подростковом возрасте, когда в 1384 году, после смерти от чумы отца Леонардо, в 16 лет он стал главой семьи. Его мать и семья получили от дожа Антониотто Адорно (преемника Леонардо Монтальдо) привилегии, такие как ежегодная пенсия в 200 флоринов и налоговые поступления от Гави (родины Монтальдо) — эти привилегии в 1391 году будут отменены.
Антонио обладал мягким характером, но отличался целеустремленностью, что привлекало внимание простых горожан, которые надеялись на прекращение внутренних конфликтов. Он воспользовался столкновениями между дожем и семьями Спинола и Фиески, чтобы свергнуть правительство Адорно. Компания, к удивлению многих, завершилась стремительно, и 16 июня 1392 года Антонио был избран новым дожем.

## Первое правление
По мнению некоторых историков, избрание Антонио Монтальдо было легитимным, но не соответствовало принципам и организационным процедурам, и по сути было переворотом против бывшего дожем Адорно. Это позволило Адорно в изгнании продолжать называть себя «законным дожем». Его молодость — 23 года — не только сделали его одним из самых молодых дожей в истории, но и вызвало недовольство среди своих сторонников. По сути Антонио смог захватить власть на волне популярности своего отца, время правления которого считается одним из лучших в генуэзской истории.
Чтобы укрепить свою власть и повысить популярность, Антонио начал возвращение замков и земель семьям Фиески и Спинола в знак благодарности за военную помощь в осуществлении переворота. Однако многими горожанами эта мера была воспринята как проявление слабости дожа и его подчиненности знатным семьям. В итоге уже в мае 1393 года в город вошли отряды Адорно, «одолженные» им у миланского дома Висконти. 13 июля толпа, выкрикивая имя Адорно, начала осаду Дворца дожей, и 15 июля Антонио Монтальдо принял требование о капитуляции и отрекся от престола в пользу Пьетро Кампофрегозо. Однако Кампофрегозо удерживал власть лишь один день, и его заменили на кандидата от народа Клементе ди Промонторио. Однако Совет старейшин решил, что Промонторио не сможет противостоять Адорно и вновь заменили его на Франческо Джустиниано ди Гарибальдо.
30 июля Гарибальдо покинул свой пост, и на политической арене вновь остались лишь Адорно и Монтальдо. Они тайно встретились, но переговоры оказались уловкой: люди Адорно напали на Антонио, и тот чудом бежал. Тогда Монтальдо отказался от идеи компромисса с Адорно и согласился вновь занять пост дожа 30 августа 1393 года.

### Второе правление
Придя к власти во второй раз, Монтальдо не изменил своему курсу, который многими критиковался как излишне миролюбивый. Адорно в изгнании продолжал подпитывать недовольство горожан и собирал новое войско. Сторонники дожа почти открыто обвиняли его в слабости. Например, по этой причине новый мэр Генуи Франческо де Урбино отказался от должности.
С врагами у ворот и у дворца, не имея надежных союзников и опасаясь бунтов горожан, Монтальдо в конце концов принял решение уйти в отставку 24 мая 1394 года.
Он покинул Дворец дожей и нашел убежище в Савоне, где стал лелеять мысль о возвращении к власти, рассчитывая на скорое падение дожа Антонио Гуарко. Однако его возвращение в Геную совпало с возвращением его «исторического врага», Антониотто Адорно, который почуял запах нового кризиса и прибыл 22 августа в город. Люди Монтальдо выдали его Адорно, однако это скорее была инсценировка, чтобы тайно договориться и объединить усилия против дожа Гуарко. При помощи Монтальдо Адорно вошел во Дворец дожей и сверг Гуарко. 3 сентября политическое управление Генуэзской республикой уже находилось в руках Адорно и Антонио Монтальдо.
По соглашению между двумя сторонами, Монтальдо и Адорно отказались от выставления своих кандидатур на выборах в пользу третьего, компромиссного кандидата. Однако Адорно дезавуировал соглашение, выставил свою кандидатуру и занял пост дожа в четвёртый раз. Разозленный предательством Монтальдо покинул Геную и удалился в Гави.
Между 1394 и 1398 годами в нескольких народных восстаниях видели следы участия Монтальдо, но свергнуть Адорно не удалось. Монтальдо также пытался заключить союзы с королём Франции Карлом VI, с Антонио Гуарко и знатными семьями Дориа и Спинола. Все ещё полный надежд на возвращение к власти Монтальдо умер от чумы в Генуе 25 июля 1398 года и был погребен в церкви Сан-Бартоломео-дельи-Армени.